# Лопухов (район Бардеёв)
Лопухов (словац. Lopúchov) — село и одноимённая община в округе Бардеёв Прешовского края Словакии.

## История
Впервые упоминается в 1345 году.
В селе есть протестантский костел с начала 19 века и римско-католический костел, построенный в 1912—1913 годах.

## Население
| Год:                | 1994 | 2004    | 2014    | 2024    |
| ------------------- | ---- | ------- | ------- | ------- |
| Количество человек: | 320  | 321     | 328     | 311     |
| Разница:            |      | +0,31 % | +2,18 % | −5,18 % |

В селе проживает 323 человек.
Национальный состав населения (по данным последней переписи населения 2001 года):
- словаки — 99,38%
- украинцы — 0,62%

Состав населения по принадлежности к религии состоянию на 2001 год:
- римо-католики — 58,88%,
- протестанты — 38,01%,
- греко-католики — 0,93%,
- не считают себя верующими или не принадлежат к одной вышеупомянутой церкви — 1,87%